# Landete
Landete és un municipi de la província de Conca, de la comunitat autònoma de Castella la Manxa. Està situat a la comarca de la Serranía de Conca, a la subcomarca de la Serranía baixa.
És proper a les províncies de Terol i València.
En el cens de 2013 tenia 1329 habitants i un territori de 79,34 km².
El codi postal és el 16330.

## Demografia
| 1991 | 1996 | 2001 | 2004 |
| ---- | ---- | ---- | ---- |
| 1553 | 1652 | 1502 | 1407 |